# Södertäljekravallerna 1977
Södertäljekravallerna 1977 syftar på det slagsmål som uppstod  i Södertälje i Sverige natten till den 19 juni 1977 mellan å ena sidan assyrier och å andra sidan raggare. I medierna talade man ibland om raskravaller.

## Slagsmålet

### Förlopp
Slagsmålet utkämpades i Södertälje folkpark, och tillhyggen som kättingar, kedjor och domkrafter användes. Ett par hundra personer var inblandade, och medierna beskrev det som "rasbråk", vilket raggarna inte ville hålla med om. Även anpassningsproblem bland assyrier i Sverige lyftes fram. Sedan 1966 hade cirka 6 000 assyrier, de flesta från Turkiet, kommit till Sverige, och ungefär hälften av dem hade placerats i Södertälje. Under 1970-talet hade många kristna assyrier sökt sig till Sverige på grund av intoleranta stämningar i Turkiet.
14 personer tvingades söka läkarvård för sina skador. Lokala raggargäng backades upp av raggare från Stockholm. Södertäljepolisen hade inte resurser att skilja slagskämparna åt, och båda sidorna beskyllde varandra för att ha trappat upp våldet.

### Rättegångar
Den 12 maj 1978 meddelade Södertälje tingsrätt sina domar. En 28-årig raggarledare dömdes till det strängaste straffet, åtta års fängelse för bland annat våldsamt upplopp, uppvigling, misshandel, skadegörelse och våld mot tjänsteman. Hans 19-åriga fästmö dömdes till två månaders fängelse för våldsamt upplopp. Två andra raggare dömdes till vardera dagsböter. En av assyrierna fick en månads fängelse, medan en annan fick 50 dagsböter.
Domstolen gick på åklagarens linje, då åklagaren yrkat relativt lindriga straff, då underlaget för åtalen markant blivit försvagade medan huvudförhandlingarna pågick. Många av polisutredningens vittnesmål höll inte i domstolen.